# Patrycja Wiśniewska
Patrycja Wiśniewska (* 12. August 1987) ist eine ehemalige polnische Fußballspielerin, die von 2013 bis 2015 auch für die A-Nationalmannschaft spielte.

## Karriere

### Vereine
Aus der Jugendmannschaft des Kobiecy Klub Sportowy Górnik Zabrze, der Frauenfußballmannschaft von Górnik Zabrze, hervorgegangen, rückte Wiśniewska in der Saison 2005/06 in die erste Mannschaft auf und kam in der Gruppe Ost der I. Liga Kobiet, der zweithöchsten Spielklasse im polnischen Frauenfußball, zu ihren ersten Punktspielen im Seniorinnenbereich. Am 9. Oktober 2005 (8. Spieltag) erzielte sie beim 5:1-Sieg im Heimspiel gegen den MUKS Tomaszów Mazowiecki ihre ersten drei von zehn Toren in ihrer Premierensaison. Mit dem Abstieg ihrer Mannschaft in die Gruppe Ost der II. Liga Kobiet verließ sie diese. 
Nach Racibórz gelangt, spielte sie für den RTP Unia Racibórz zunächst in der Gruppe Ost der I. Liga Kobiet. Ihr Debüt für die Mannschaft krönte sie zum Saisonstart am 13. August 2006 beim 3:0-Sieg im Auswärtsspiel gegen Żak Kielce sogleich mit ihrem ersten Tor, dem Treffer zur 1:0-Führung in der 34. Minute. In ihren Punktspielen trug sie mit 22 Toren zur regionalen Meisterschaft, und den damit verbundenen Aufstieg in die Ekstraliga Kobiet, der höchsten Spielklasse im polnischen Frauenfußball, bei. Von 2007 bis zum Ende der Hinrunde der Saison 2013/14 am 3. November 2013 (9. Spieltag) erzielte sie in ihren Punktspielen 78 Tore. Mit 27 in der Saison 2008/09 avancierte sie zur vereinsintern besten und in der Liga zur zweitbesten Torschützin und trug somit zur Meisterschaft erheblich bei, die in den folgenden vier Jahren wiederholt werden konnte. Auch den nationalen Vereinspokal gewann sie mit ihrer Mannschaft dreimal – in Folge. Da ihr Verein sich aus dem Spielbetrieb zurückgezogen hatte, fand sie ihren neuen Verein in Żywiec. In der Rückrunde der Saison 2013/14 bis zum Saisonende 2019/20 war sie für den TS Mitech Żywiec in der Ekstraliga Kobiet aktiv; bis auf ihre letzte Saison erzielte sie stets Tore – 33 insgesamt. Mit dem Rückzug ihrer Mannschaft aus dem Spielbetrieb der höchsten Spielklasse, begleitete sie ihre Mannschaft auch beim Neustart in der Gruppe Schlesien II in der IV. Liga, der fünfthöchsten Spielklasse im polnischen Frauenfußball. Als Meister stieg sie mit ihrer Mannschaft 2021 in die III. Liga auf, In dieser Spielklasse war sie für den Verein bis zum Saisonende 2022/23 aktiv und erzielte in den beiden Saisonen 19 Tore.

### Nationalmannschaft
Für die angestrebte Teilnahme an der vom 11. bis 22. Juli 2006 in der Schweiz vorgesehenen Europameisterschaft kam sie für die U19-Nationalmannschaft in drei Spielen der zweiten Qualifikationsrunde zum Einsatz. Ihr Debüt erfolgte am 26. April 2005 im Stadion Niedermatten in Wohlen beim 1:0-Sieg über die U19-Nationalmannschaft der Ukraine. In den beiden EM-Qualifikationsspielen am 28. und 30. April gegen die U19-Nationalmannschaften der Schweiz und Nordirlands, die mit 1:4 und 3:1 endeten, wurde sie ebenfalls berücksichtigt. Für die vom 18. bis zum 29. Juli 2007 auf Island vorgesehene Europameisterschaft wurde sie in jeweils drei Spielen der ersten und zweiten Qualifikationsrunde eingesetzt. Im ersten am 27. September 2005 in Dębica, beim 7:0-Sieg über die U19-Nationalmannschaft Aserbaidschans, erzielte sie mit dem Treffer zum 3:0 in der 34. Minute ihr erstes Länderspieltor.
Für die A-Nationalmannschaft bestritt sie in drei Jahren zwölf Länderspiele, beginnend mit der 0:2-Niederlage gegen die Nationalmannschaft Schwedens am 21. September 2013 in Malmö im ersten Spiel der WM-Qualifikationsgruppe 4. In dieser Gruppe 4 wurde sie auch in sieben weiteren Spielen (am 26. September und 23. November 2013 sowie am 5. April, 8. Mai, 18. Juni, 21. August und 17. September 2014) eingesetzt. Des Weiteren bestritt sie mit ihrer Mannschaft zwei in Freundschaft ausgetragene Länderspiele; das erste endete am 25. Oktober 2013 in Beauvais mit einer 0:6-Niederlage gegen die Nationalmannschaft Frankreichs, das zweite am 22. November 2014 in Sosnowiec mit einer 1:4-Niederlage gegen die Nationalmannschaft Belgiens. Mit ihrer Mannschaft nahm sie ferner am Turnier um den Istrien-Cup 2015 teil. Nachdem sie am 6. März im zweiten Spiel der Gruppe B, beim torlosen Remis gegen die Nationalmannschaft Kroatiens, zum Zuge gekommen war, wurde sie auch im Finale eingesetzt. Die am 11. März in Poreč gegen die Nationalmannschaft der Slowakei ausgetragene Begegnung wurde mit 2:0 gewonnen. 

## Erfolge
Nationalmannschaft
- Istrien-Cup-Sieger 2015

RTP Unia Racibórz
- Polnischer Meister 2009, 2010, 2011, 2012, 2013
- Polnischer Pokal-Sieger 2010, 2011, 2012